# 2-2-2
Bajo la notación Whyte para la clasificación de las locomotoras de vapor, la denominación 2-2-2 representa una disposición de ruedas con dos ruedas delanteras en un primer eje, dos ruedas motrices en un segundo eje y dos ruedas traseras en un tercer eje. Cuando se adoptó, esta configuración de las ruedas proporcionó más estabilidad a las locomotoras, y permitió instalar fogones más grandes que en los tipos de máquinas anteriores (las 0-2-2 y las 2-2-0). Su diseño se introdujo por primera vez en 1834, cuando Robert Stephenson construyó la locomotora Patentee, aunque este tipo de máquinas más adelante pasó a ser denominado popularmente como otra locomotora similar, la Jenny Lind, que a su vez recibió el nombre de la popular cantante de ópera sueca Jenny Lind (1820-1887). Estas máquinas también se denominaron en ocasiones locomotoras sencillas, aunque este nombre podía usarse para describir cualquier tipo de máquina con un único par de ruedas motrices.

## Clasificaciones equivalentes
Otras clasificaciones equivalentes son:
|  | - Clasificación UIC: 1A1 (también conocida como clasificación alemana y clasificación italiana) - Clasificación francesa: 111 - Clasificación turca: 13 - Clasificación suiza: 1/3 - Clasificación rusa: 1-1-1 |

## Historia
La configuración 2-2-2 parece haber sido desarrollada por Robert Stephenson and Company en 1834, como una ampliación de su configuración "Planet" 2-2-0, con el propósito de disponer de una mayor estabilidad y de poder instalar un fogón más grande. El nuevo tipo se conoció como Patentee de Stephenson. La Adler, la primera locomotora que funcionó con éxito en Alemania, fue una Patentee suministrada por la compañía de Robert Stephenson en forma de componentes en diciembre de 1835, siendo uno de los primeros ejemplos de este tipo de máquinas. Otros ejemplos se exportaron a Países Bajos, Rusia e Italia. Para 1838, el tipo 2-2-2 se había convertido en el diseño estándar para pasajeros de Robert Stephenson and Company.
Dieciocho de las primeras diecinueve locomotoras encargadas por Isambard Kingdom Brunel para la inauguración del Great Western Railway en 1837/8 eran del tipo 2-2-2. Entre ellas figuraban seis máquinas 2-2-2 construidas por Charles Tayleur en sus talleres de la Vulcan Foundry. También en 1837, Stephenson entregó al Great Western Railway la exitosa locomotora para vías de gran ancho North Star, que sería la primera de una serie de doce máquinas conocidas como la Clase Star, completada en 1841.

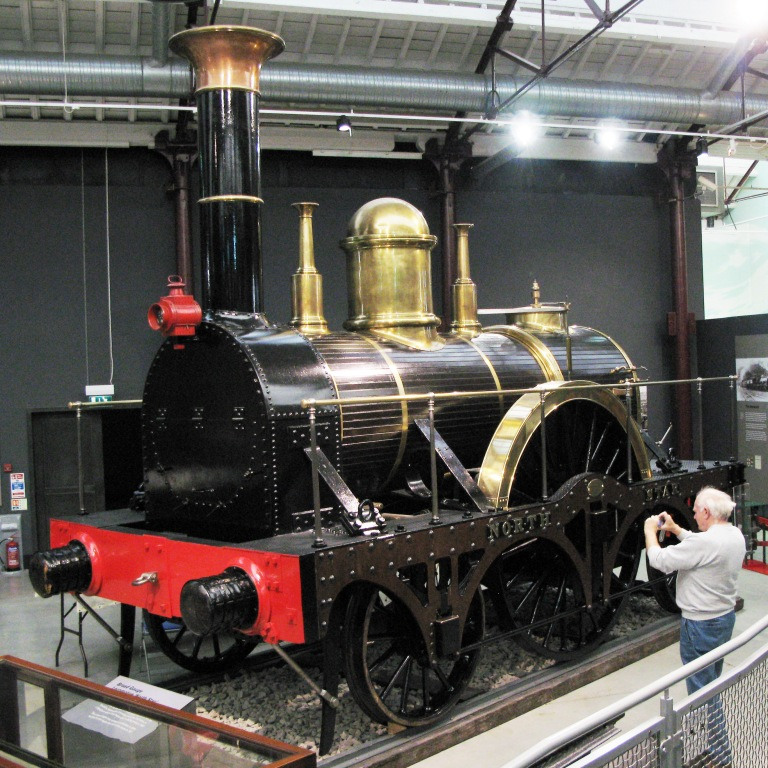
Locomotora North Star del GWR en Swindon

### Desarrollos posteriores en el Reino Unido

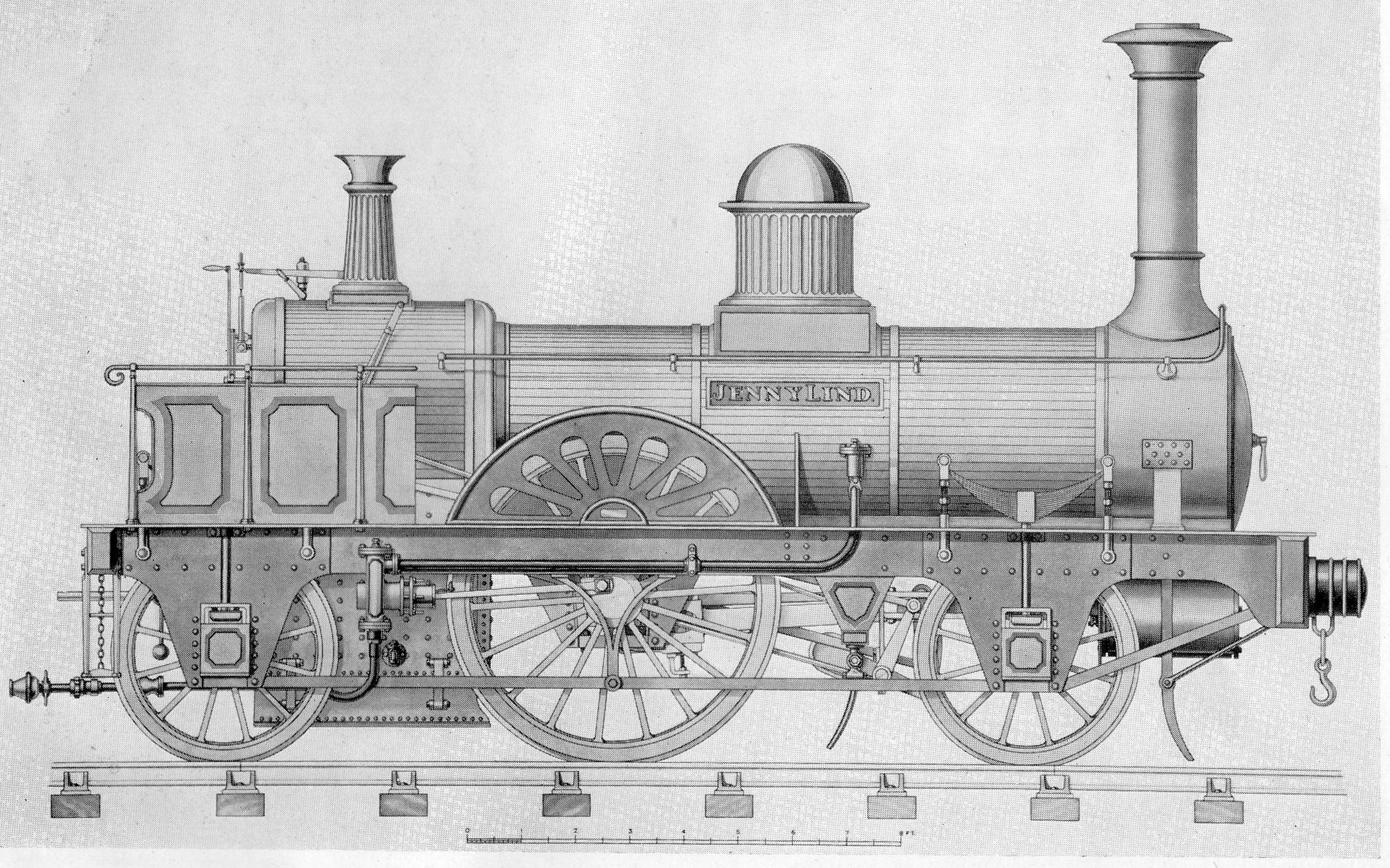
La locomotora "Jenny Lind" original, en 1847

Sharp, Roberts & Company construyó más de 600 locomotoras 2-2-2 entre 1837 y 1857. Diez de ellas, suministradas al Ferrocarril Grand Junction, se convirtieron en la base de los diseños exitosos de Alexander Allan para el ferrocarril a partir de 1845. La primera de estas máquinas, anteriormente denominada Columbine, ha sido preservarda. J. & G. Rennie suministró locomotoras 2-2-2 al Ferrocarril de Londres y Croydon desde 1838 y al Ferrocarril de Londres y Brighton en 1840. La Arend (Águila) fue una de las dos primeras locomotoras de vapor en los Países Bajos, construida por R. B. Longridge and Company de Bedlington, Northumberland, en 1839.
El Great Western Railway continuó encargando locomotoras para sus vías de gran ancho y para sus vías de ancho estándar, incluidas las de las clases Firefly y Sun (1840–42), que eran versiones ampliadas de la North Star. La compañía Bury, Curtis and Kennedy suministró seis locomotoras 2-2-2 al Ferrocarril de Bristol y Gloucester en 1844, y otras catorce al Gran Ferrocarril del Sur y del Oeste en Irlanda en 1848 (la última de ellas se ha conservado en la estación de Cork Kent.
La locomotora Jenny Lind, diseñada por David Joy y construida en 1847 para el Ferrocarril de Londres, Brighton y la Costa Sur por E. B. Wilson and Company de Leeds, se convirtió en la base de cientos de locomotoras de pasajeros similares construidas durante las décadas de 1840 y 1850 por este y otros fabricantes para los ferrocarriles del Reino Unido. La locomotora Cornwall del LNWR fue diseñada en los Talleres de Crewe como una 4-2-2 por Francis Trevithick en 1847, pero fue reconstruida como una 2-2-2 en 1858.
Aunque en la década de 1860 la configuración 2-2-2 comenzaba a ser reemplazada por el tipo 2-4-0 con mejor adherencia, la invención del arenero para mejorar la tracción de las ruedas del ferrocarril le dio una nueva vida a las locomotoras 2-2-2 sencillas, que continuaron fabricándose hasta la década de 1890. Entre los ejemplos notables tardíos se incluyen: las sencillas (1874-1880) de William Stroudley; las de la Clase 157 de 1878-79 diseñadas por William Dean; y su Clase 3001 (1891-1892), ambas diseñadas para el Great Western Railway. James Holden del Great Eastern Railway construyó algunas 2-2-2 sencillas en 1889, al eliminar la biela de acoplamiento de una 2-4-0.

### Bélgica

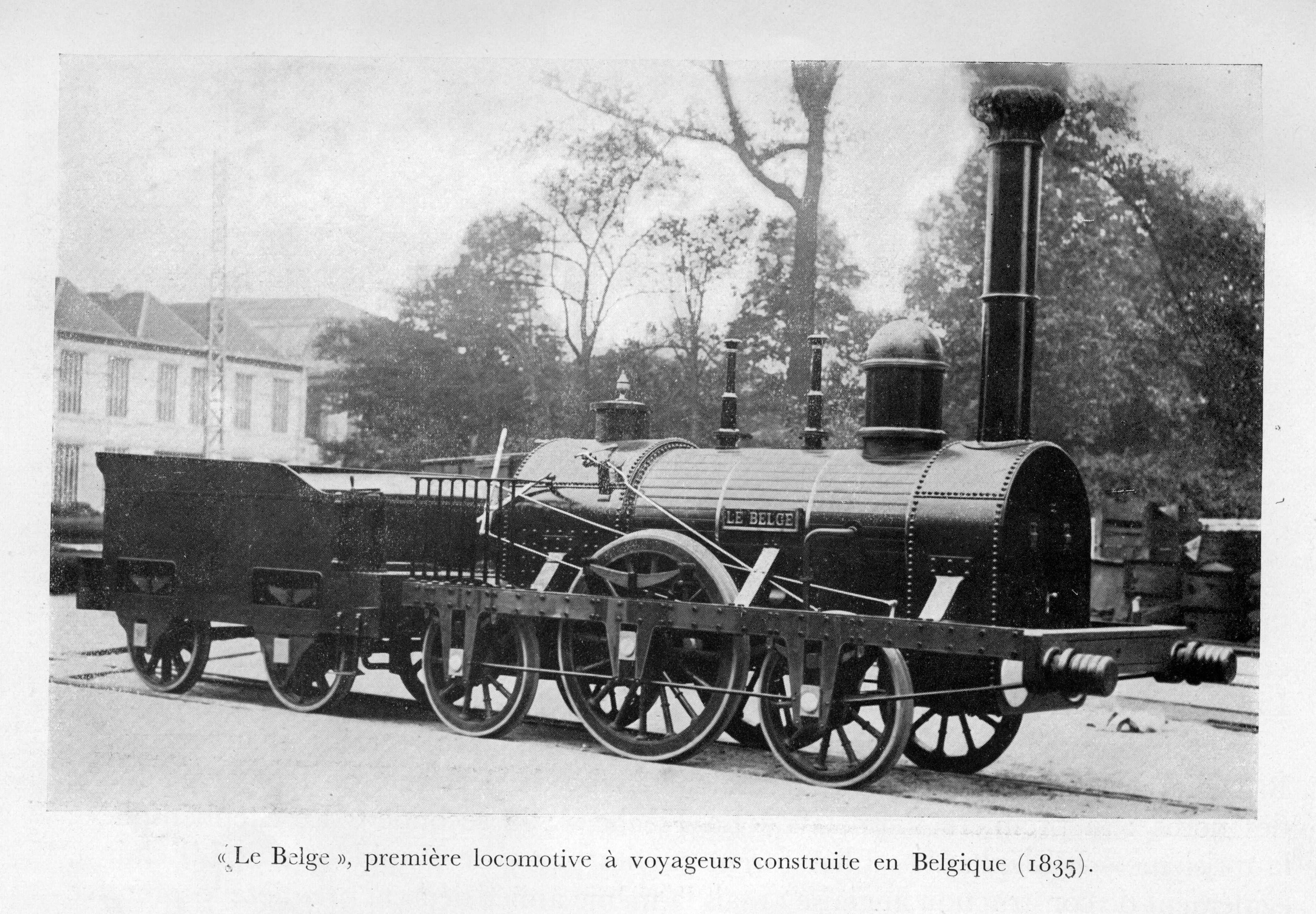
Réplica de 'Le Belge' de 1835

La primera locomotora de ferrocarril de vapor construida en Bélgica data de 1835, y fue fabricada por John Cockerill bajo licencia a partir de un diseño de Robert Stephenson and Company. Fue producida para su uso en la primera línea principal en el continente europeo, la línea Bruselas-Mechelen. Se construyó una réplica en los talleres de Boissellerie Cognaut para el 150 aniversario de la formación de Bélgica.

### Italia
Se importaron dos locomotoras 2-2-2 de Longridge and Co. producidas por Bedlington Ironworks de Inglaterra para el Ferrocarril Nápoles-Portici en 1839, bautizadas como Bayard y Vesuvio. Una réplica de la Bayard se encuentra en el Museo del Ferrocarril de Nápoles.

### Alemania
La mayoría de las primeras locomotoras que operaron en lo que ahora es Alemania antes de mediados de la década de 1840 fueron 2-2-2 suministradas por fabricantes del Reino Unido. Sin embargo, en 1839 el tipo también se estaba construyendo localmente. La Pegasus de 1839 fue la primera locomotora construida por la Sächsische Maschinenbau-Compagnie en Chemnitz. August Borsig and Company fabricó la Beuth en 1843, que tuvo un gran éxito; su diseño de válvula se convirtió en el estándar de facto para las locomotoras durante las décadas siguientes. Hacia 1846 había fabricado más de cien locomotoras similares. Tanto el Ferrocarril Leipzig-Dresde como los Reales Ferrocarriles Estatales de Baviera (Königlich Bayerische Staatsbahn) construyeron varias clases de máquinas 2-2-2 entre 1841 y 1859. De manera similar, el Ferrocarril Friedrich-Franz del Gran Ducado de Mecklenburgo agrupó varias locomotoras de vapor 2-2-2 adquiridas de fabricantes alemanes entre 1848 y 1863 en su Clase Mecklenburg I.

### Austria
Los Ferrocarriles Estatales Imperiales de Austria (kaiserlich-königliche österreichische Staatsbahnen o kkSTB) construyó dos exitosas máquinas kkStB Clase 112  con disposición de ruedas 2-2-2 en 1907. De manera similar, el Ferrocarril Federal de Austria (BBÖ) construyó dos unidades de una locomotora tipo tanque para expresos (denominadas BBÖ Clase 12) entre 1934 y 1937.

### Letonia
Una de las últimas locomotoras tanque 2-2-2 fue encargada por los Ferrocarriles de Letonia para el tráfico local. Las locomotoras de la clase Tk fueron proyectadas por el diseñador alemán Hohenzollern, y se fabricaron 20 unidades en Alemania y Letonia entre 1928 y 1934. Posteriormente, pasarían a formar parte de los ferrocarriles soviéticos, y después de la Segunda Guerra Mundial servirían en Polonia como la Clase OKa1.

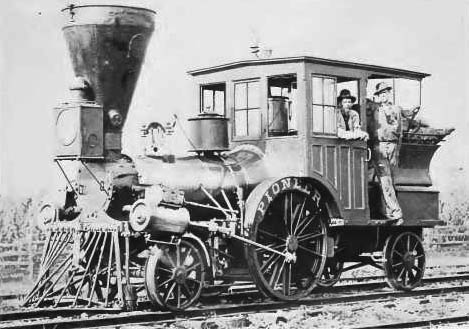
La locomotora "Pioneer" en servicio en el Ferrocarril de Cumberland Valley en los años 1880 o 1890

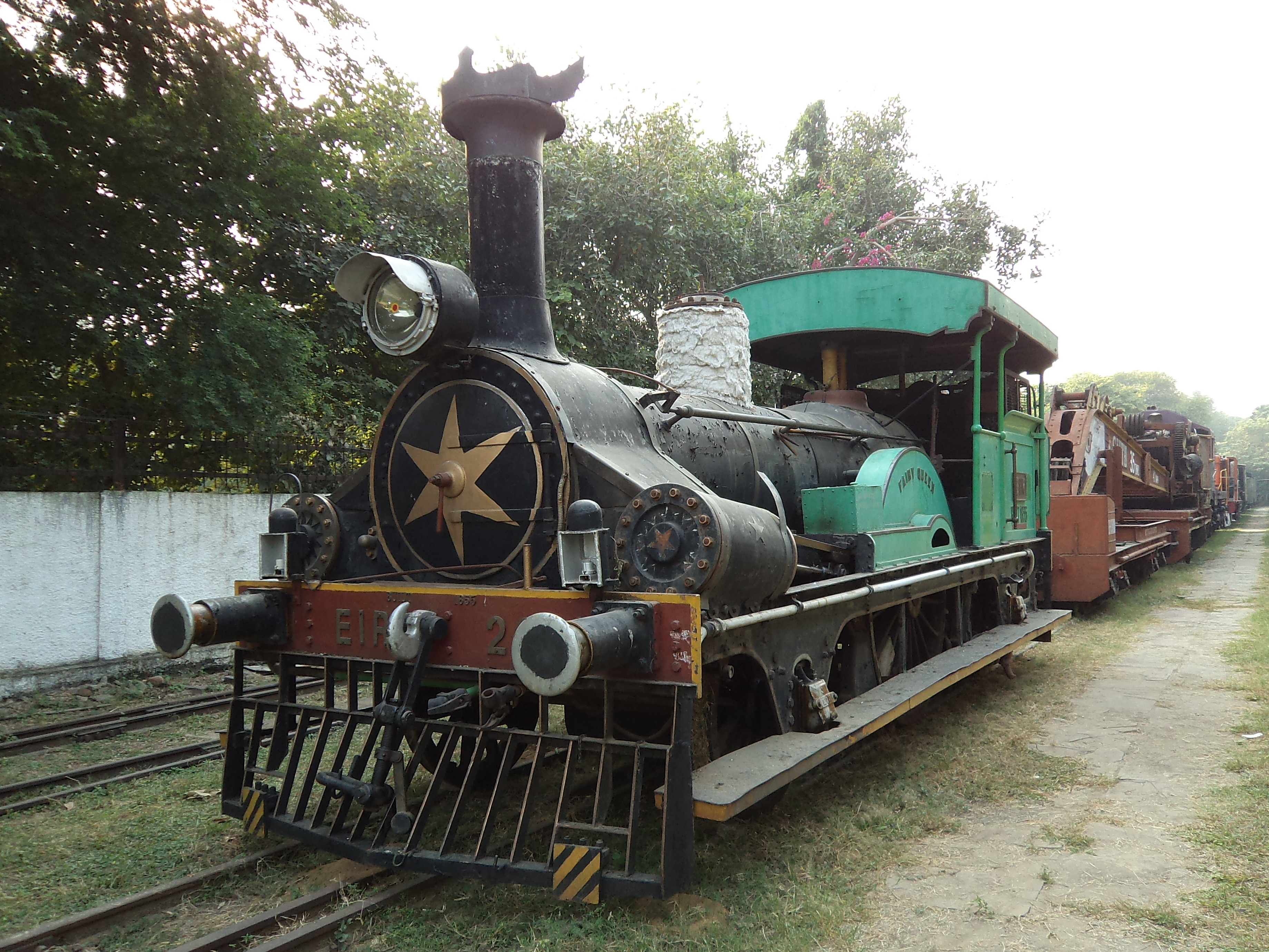
La "Fairy Queen" en servicio (2011)

## Ejemplos conservados y réplicas
- Una réplica de la Adler de 1835.
- Una réplica de la North Star de 1837.
- Una réplica de la Arend de 1839.
- Una réplica de la Odin de 1846 (construida en la rotonda de Roskilde entre 2004 y 2018).
- LNWR N.º 1868 (anteriormente llamada Columbine) construida en 1845.
- LNWR 2-2-2 3020 Cornwall construida en 1847.
- GS&WR Bury N.º 36 de 1848, en exhibición en la estación de Cork Kent en Irlanda.
- CVRR 2-2-2, Pioneer, construida por Union Works, en Boston Massachusetts, en 1851. Mantenida por el Instituto Smithsoniano.
- Ferrocarril del Este de la India N.º 22, también conocida como Fairy Queen, una 2-2-2T construida en 1855 para el Ferrocarril del Este de la India. Se convirtió en la locomotora de vapor en funcionamiento más antigua del mundo que realiza un servicio ferroviario regular.
- Locomotora BBÖ Clase 12 de 1937.
- CP 1 - D Luiz I, una locomotora 2-2-2, construida por Beyer Peacock en 1862 para el Tren Real Portugués. Actualmente se encuentra bajo una importante restauración en el haz de vías de la localidad de Entroncamento, junto con los vagones del tren real.
- OKa1 (en letón Tk-235) en el Museo del Ferrocarril de Varsovia.[13]